# Arc de Triomphe du Carrousel

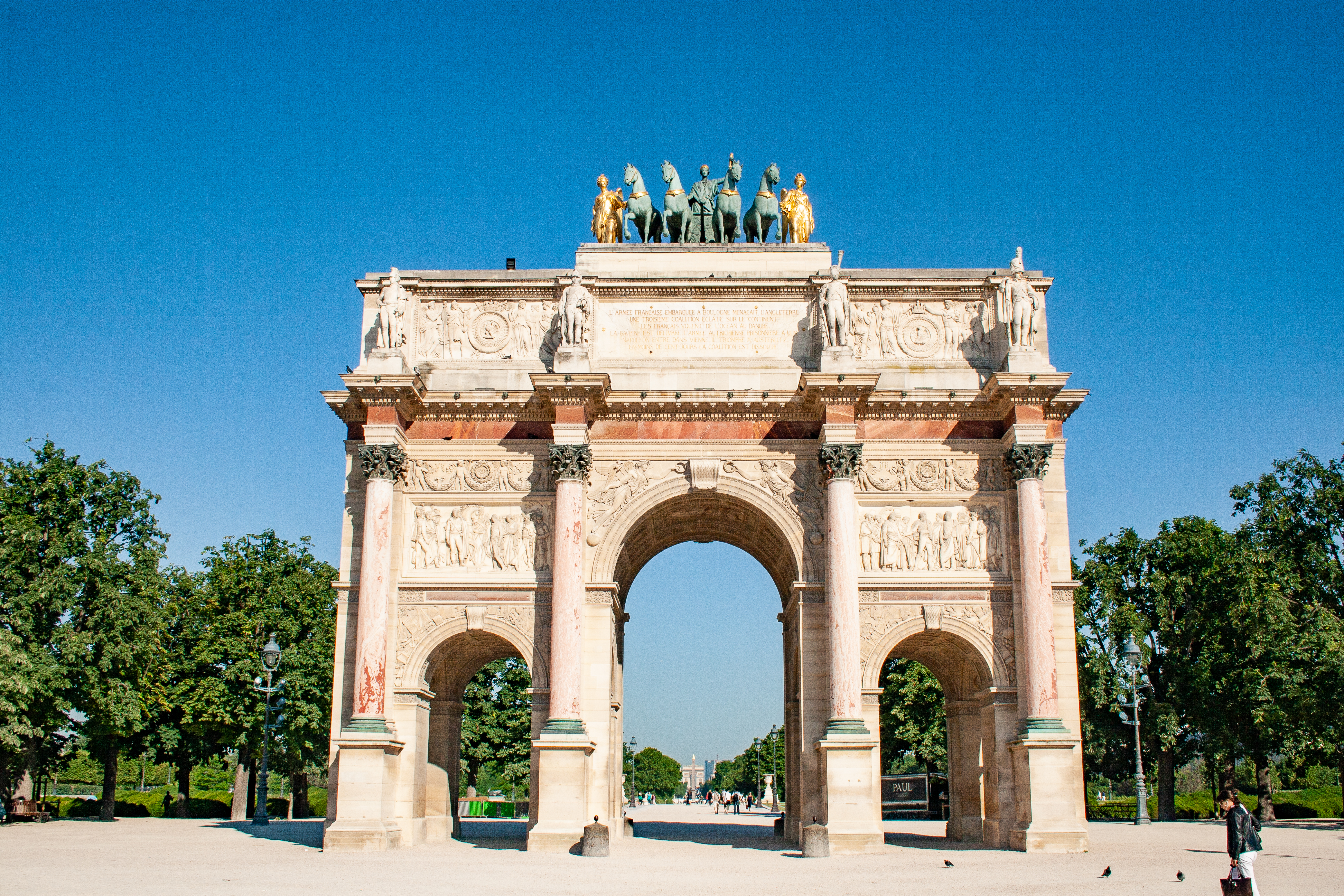
A Carrousel-diadalív

Az Arc de Triomphe du Carrousel (magyarul Carrousel-diadalív) a Louvre és a Tuileriák kertje (Jardin des Tuileries) között, a Lajos királyi herceg születése alkalmából rendezett lovasbemutatóról elnevezett place du Carrouselen álló párizsi műemlék. Hajdan a Tuileriák palotája (Palais des Tuileries) kapujaként szolgált, egyúttal a napóleoni Grande Armée dicsőségét hirdette.

## Története
Mint híresebb, egyszerűbb kivitelű, de jóval nagyobb párját, a Diadalívet, ezt a győzelmi kaput is Napóleon emeltette, ezúttal az 1805-ös ulmi és austerlitzi győzelem emlékére. Az építkezés 1806–1808 között zajlott le Pierre François Léonard Fontaine és Charles Percier tervei alapján, akik az ihletet vagy Constantinus, vagy Septimius Severus római császárok hasonló, háromkapus emlékművéből merítették.
A tetején álló négylovas kocsi, a quadriga lovainak – Konstantinápolyból származó – eredetijeit a velencei Szent Márk-székesegyházról hurcolták el a franciák az első itáliai hadjárat során, és csak a Bourbon-restauráció alatt, 1815-ben kerültek vissza eredeti helyére. 1828 óta mellé helyezett két Győzelem-szobor társaságában François-Joseph Bosio restaurációt szimbolizáló négyesfogata látható. A koalíciós erők bevonulása során megrongált domborműveket 1830-ban restaurálták.
1871-ben a Tuileriák palotáját felégették, de a diadalív azóta is helyén áll, immár mint a város ún. történelmi tengelyének (axe historique) egyik végpontja.

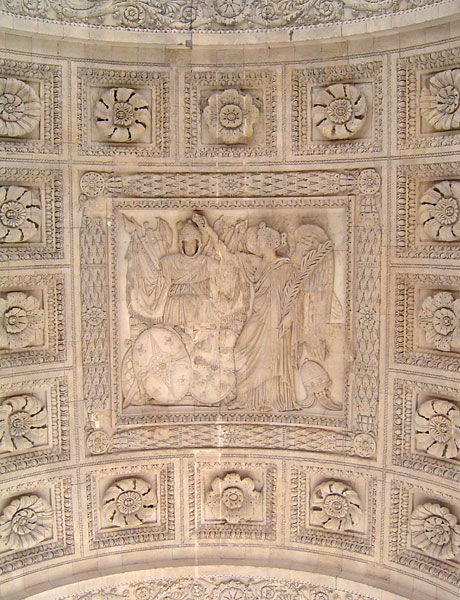
Relief a diadalív belsejéből

## Felépítése
A diadalív magassága 19,5 méter magas, szélessége 22,9 méter, vastagsága pedig 7,3 méter. A középső kapu 6,4 méter magas és 2,7 méter széles, míg a két oldalsó ív magassága mintegy 4,5 méter.
A Carrousel-diadalív három kapuját a két oldalon négy-négy vörös márványból készült korinthoszi oszlop fogja közre, amelyek tetején a Grande Armée egy-egy fegyverneméhez tartozó katona (vértes, dragonyos, lovas vadász, karabélyos, tüzér, utász) szobra áll, míg a reliefek az ulmi kapitulációt, az austerlitzi ütközetet, a müncheni és a bécsi bevonulást, a két császár (Napóleon és I. Ferenc) találkozóját és a pozsonyi békekötést örökítik meg. A témaválasztás Vivant Denon, a Louvre igazgatója nevéhez köthető, míg az előzetes megfestés Charles Meynier munkája volt.

## A feliratok
A Carrousel négy homlokzatán egy-egy felirat olvasható. A keleti az 1805-ös év eseményeit veszi számba, kezdve a franciák boulogne-i készülődésén, a bajorországi és bécsi bevonuláson, az ulmi sikeren és az austerlitzi csatán. A déli felirat az austerlitzi csatát a császár koronázásának évfordulóján (december 2.) megnyerő hadsereg rövid dicsőítése.
A nyugati felirat beszámol a Német-római Birodalom bukásáról, a Rajnai Szövetség megalakulásáról, a Bajor és a Vesztfáliai Királyság megalakításáról, a Velencei Köztársaság beolvasztásáról és teljes Itália franciák általi alávetéséről. Az északi oldalon végül arról olvashatunk, hogy Napóleon 1805. december 27-én békét kötött ellenségeivel a saját dicső seregei által megszállt magyar fővárosban, Pozsonyban, visszaadva nekik elfoglalt területeiket.